# Châtelneuf (Loire)
Châtelneuf település Franciaországban, Loire megyében. Lakosainak száma 354 fő (2022. január 1.). Châtelneuf Champdieu, Essertines-en-Châtelneuf, Pralong, Roche-en-Forez és Saint-Bonnet-le-Courreau községekkel határos.

## Népesség
A település népességének változása:
| Lakosok száma | 209  | 209  | 240  | 312  | 318  | 320  | 335  | 346  | 355  | 354  |
|               | 1968 | 1982 | 1990 | 2006 | 2013 | 2015 | 2017 | 2019 | 2020 | 2022 |